# Agrotis wagneri
Agrotis wagneri là một loài bướm đêm trong họ Noctuidae.